# Gino Germani
Gino Germani (Roma, 4 febbraio 1911 – Roma, 2 ottobre 1979) è stato un sociologo italiano.

## Biografia
Nasce a Roma da Luigi e Lina Catalini, un padre socialista e una madre fervente cattolica. Nel 1930 si iscrive alla facoltà di economia dell'Università degli Studi di Roma "La Sapienza" ma lo stesso anno, per aver distribuito volantini relativi a una manifestazione contro il regime fascista, viene arrestato e recluso per cinque mesi nel carcere di Regina Coeli. Nel 1934, poco dopo la morte del padre, per ragioni economiche e per sfuggire all'ostilità del regime, emigra con la madre in Argentina.
In Argentina prosegue i suoi studi e si dedica alla filosofia e alla sociologia. Si forma alla Facoltà di Lettere e Filosofia dell'Università di Buenos Aires. L'avvicinamento alla sociologia avviene grazie al professor Ricardo Levene, che all'epoca è titolare dell'unica cattedra di sociologia dell'università argentina. La sua attività di studio gli vale anni dopo una cattedra presso il Colegio libre de estudios superiores di Buenos Aires, che ricoprirà solo a partire dal 1955 a causa della sua avversione al regime di Juan Domingo Perón. Rimane in Argentina fino al colpo di stato del 1966, che lo spinge a cercare rifugio negli Stati Uniti d'America. Chiamato dalla prestigiosa Harvard University, inizia quella che sarebbe stata la fase più feconda della sua vita di studioso e di docente, pur non integrandosi del tutto nel mondo accademico statunitense.
Nel 1976 ritorna in Italia, a Roma, mantenendo però l'insegnamento statunitense. Ottiene una cattedra di sociologia presso l'Università degli Studi di Napoli Federico II, presso la quale insegna fino alla sua morte, avvenuta nell'ottobre 1979. Presso l'università partenopea gli viene intitolato il dipartimento di sociologia. Presso l'Università di Buenos Aires, nella Facoltà di Scienze Sociali, è a lui l'Instituto de Investigaciones Gino Germani (IIGG).
La sociologia di Gino Germani viene collocata nell'ambito del filone struttural-funzionalista. I principali campi di ricerca riguardano la modernizzazione, la secolarizzazione e il totalitarismo, con un riferimento costante di tutta la sua opera al tema classico dell'ordine sociale. Un altro importante filone di ricerca di Germani è sul concetto di marginalità.

## Opere principali
In spagnolo:
- Estructura social de la Argentina (1955)
- Estudios de Psicología Social (1956)
- Politica e Massa (1960)
- La sociología scientifica (1962)
- Política y sociedad en una epoca de transición (1962)
- La sociología en la América Latina: problemas y perspectivas (1964)
- Regularidad y origen social en los estudiantes universitarios (1965)
- Estudios sobre sociología y psicología social (1966)
- Política y sociedad en una época de transisción, de la sociedad tradicional a la sociedad de masas (1968, trad. it. parziale Sociologia della modernizzazione, Editori Laterza, Bari 1971)
- Sociologia de la modernizacion (1969, trad. it, parziale, Sociologia della modernizzazione, cit.)
- Aspectos teóricos de la marginalidad (1972)
- El concepto de marginalidad (1973)
- Populismo y contradicciones de clase en Latinoamérica (1973)
- Autoritarismo, Fascismo y Populismo Nacional (2003)

In italiano:
- Autoritarismo, fascismo e classi sociali, il Mulino, Bologna 1975
- Urbanizzazione e modernizzazione (1975)
- Ideologie autoritarie e crisi di transizione (in Sociologia delle rivoluzioni, a cura di L. Pellicani) Napoli, 1976
- Aspetti teorici e radici storiche del concetto di marginalità (in Marginalità e classi sociali, a cura di G. Turnaturi) Roma, 1976
- Mutamento e classi sociali in italia, Liguori, Napoli, 1981
- Democrazia e autoritarismo nella società moderna (in I limiti della democrazia a cura di R. Scartezzini - L. S. Germani - R. Gritti) Napoli 1981
- Saggi Sociologici, (a cura di A. Cavicchia Scalamonti e Luis Sergio Germani), Edizioni Libreria dell'Ateneo di G. Pironti, Napoli 1991

In inglese:
- Assimilation of Immigrants in Urban Areas (1966)
- Social Modernization and Economic Development in Argentina (1970)
- Modernization, Urbanization, and the Urban Crisis (1973)
- Authoritarianism, Fascism, and National Populism (1978)
- Marginality (1980)
- The Sociology of Modernization: Studies on Its Historical and Theoretical Aspects with Special Regard to the Latin American Case (1981)

In francese:
- Politique, Société et Modernisation (1972)